# Urszula Zajączkowska
Urszula Zofia Zajączkowska (ur. 1978 w Starogardzie Gdańskim) – polska botaniczka, poetka, eseistka, animatorka kultury i artystka wideo. Doktor habilitowana nauk leśnych, profesor uczelni Szkoły Głównej Gospodarstwa Wiejskiego w Warszawie (SGGW). 

## Życiorys
Absolwentka Wydziału Leśnego SGGW (magister, 2002). W 2004 roku doktoryzowała się w SGGW na podstawie rozprawy „Regeneracja pnia sosny zwyczajnej (Pinus sylvestris L.) po zranieniu”. W 2017 roku uzyskała habilitację w specjalności botanika leśna na podstawie pracy „Tworzenie się drewna reakcyjnego w czasie odpowiedzi grawitropicznej pni młodych drzew świerka pospolitego Picea abies (L.)”. Po obronie doktoratu pracowała na stanowisku adiunkta w Samodzielnym Zakładzie Botaniki Leśnej Wydziału Leśnego SGGW, od 2021 r. pracuje na stanowisku profesora uczelni. Jako botaniczka bada anatomię, biomechanikę, aerodynamikę i ruchy roślin. Założyła popularnonaukową stronę internetową botanik.pl.    
Jako poetka zadebiutowała w 2014 roku tomikiem Atomy, który otrzymał nominację do Wrocławskiej Nagrody Poetyckiej Silesius 2015 w kategorii debiut roku oraz wyróżnienie XI Ogólnopolskiego Konkursu Literackiego „Złoty Środek Poezji” 2015 na najlepszy debiutancki tom poetycki roku 2014. W 2017 roku została laureatką Nagrody Fundacji im. Kościelskich za tom minimum, za który była również nominowana do Wrocławskiej Nagrody Poetyckiej Silesius 2018 w kategorii książka roku oraz do Orfeusza – Nagrody Poetyckiej im. K.I. Gałczyńskiego 2018. Tomik Piach otrzymał w 2020 nominację do Nagrody im. Wisławy Szymborskiej, w 2021 do nagrody Orfeusz zaś w 2022 doroczną nagrodę miesięcznika „Nowe Książki”.
W 2019 roku wydała książkę eseistyczną Patyki, badyle (Wydawnictwo Marginesy), w tym samym roku nagrodzoną Złotą Różą przez Instytut Książki oraz magazyn Nowe Książki i Festiwal Nauki. Otrzymała też za nią Nagrodę Literacką Gdynia 2020 w kategorii eseju oraz nominacje: do Paszportów Polityki i do Nagrody Literackiej im. Witolda Gombrowicza.
Jest inicjatorką powstania Gaju Pamięci Wołomińskich Żydów w Wołominie. Od 2021 roku jest dyrektorką artystyczną Festiwalu Literackiego „Znaczenia” w Wołominie, zasiada również w kapitule Nagrody Literackiej „Znaczenia” przyznawanej w ramach festiwalu.
Jest również absolwentką Akademii Filmu i Telewizji na kierunku montaż. Tworzy krótkie formy filmowe. Gra na flecie i bierze udział w wielu inicjatywach muzycznych. Felietonistka magazynu o kulturze Dwutygodnik.

## Twórczość literacka
- Atomy (Zeszyty Poetyckie, Gniezno 2014)
- minimum (Wydawnictwo Warstwy, Wrocław 2017)
- Patyki, badyle (Wydawnictwo Marginesy, Warszawa 2019)[24]
- Piach (Wydawnictwo Warstwy, Wrocław 2020)[25]

## Twórczość filmowa
W 2015 roku wraz z grupą artystów stworzyła projekt artystyczny „Cambium Killers”, który jest wyrazem sprzeciwu wobec punktowego systemu oceny w nauce.
Jest autorką videoklipu utworu „Doba hotelowa” zespołu Organizm (zespół muzyczny).
W 2016 roku powstał film „Metamorphosis of Plants” inspirowany dziełem Johanna Wolfganga Goethego. Jest to ekspresja na podstawie naukowych filmów rejestrujących ruchy roślin powiązana z tańcem solisty Baletu Narodowego Patryka Walczaka. Film wygrał Scinema Festival of Science Film w kategorii Najlepszy Film Eksperymentalny/Animacja oraz dostał nagrodę publiczności, a podczas Screen Dance w Miami w 2017 roku zdobył nagrodę publiczności. 
W 2017 roku nagrała film „Mów do mnie Polsko, mów”, w którym tekst recytuje Olgierd Łukaszewicz. Film jest wyrazem niezgody wobec języka nienawiści w Polsce. 
W 2020 roku dla tygodnika Polityka stworzyła video spacer po Wołominie  pt. „Nocne szwendy po Wołołominie”, nagrany telefonem komórkowym.  
Jej poetycki film „Stany skupienia” (2020) o plastyce i światłach wody, został zaprezentowany na Festiwalu Sztuk Efemerycznych w Sokołowsku. 